# Eleni Skoura
Eleni Skoura, född 1896, död 1991, var en grekisk politiker. 
Hon blev 1953 den första kvinnan att väljas in i parlamentet.